# 迪金森森特 (紐約州)
迪金森森特（英語：Dickinson Center）是位於美國紐約州富蘭克林縣的非建制地區。

## 歷史
迪金森森特的郵局自1854年營運至今。

## 地理
迪金森森特所處的海拔為高於海平面291米（即955英呎），而該地所採用的時區為UTC-5，即北美东部时区（EST）。同時該地設有夏令時間，為UTC-5調快一小時，即UTC-4（EDT）。